# NGC 2229
NGC 2229 (również PGC 18867) – galaktyka spiralna z poprzeczką (SB0-a), znajdująca się w gwiazdozbiorze Złotej Ryby. Odkrył ją 30 listopada 1834 roku John Herschel.